# Tipai Indijanci
Tipai, južna grana Diegueño ili Kumeyaay Indijanaca, naseljena u krajevima južno od rijeke San Diego u južnoj Kaliorniji i sjeveru meksičke države Baja California i na istok do planina Laguna. Jezično pripadaju porodici yuman, jezik southern diegueño ili tipai. Danas žive na malenim rezervatima Campo, Cuyapaipe, La Posta, Manzanita Sycuan, Jamul Indian Village i s Ipaima na Mesa Grande.